# Podmiot systematycznie internalizujący transakcje
Podmiot systematycznie internalizujący transakcje – zgodnie z ustawą o obrocie instrumentami finansowymi firma inwestycyjna, która w sposób zorganizowany, częsty, systematycznie i w znacznych ilościach zawiera transakcje na rachunek własny, wykonując zlecenia klientów poza rynkiem regulowanym, ASO, lub OTF, bez prowadzenia ASO lub OTF.